# Alhazen
Abu Ali al-Hasan Ibn Al-Haytham (în arabă, أبو علي الحسن بن الهيثم‎, latinizat, Alhazen) (n. 965 - d. 1039) a fost savant arab. Printre domeniile în care a adus contribuții, putem enumera: filozofia, teologia, matematica, fizica, astronomia, optica, anatomia, oftalmologia și multe altele (știința în general).

## Biografie
S-a născut în Basra și a fost educat la Bagdad.
Își începe cariera științifică în orașul natal. Este convocat de califul Al-Hakim bi-Amr Allah, pentru a reliza un proiect de regularizare a Nilului, care inunda Egiptul an de an. Misiunea lui Alhazen nu a dat niciun rezultat și, deoarece califul era furios din cauza eșecului, Alhazen se preface că este bolnav psihic. Este nevoit să rămână intr-un fel de arest (de fapt califul îi acorda "îngrijire") o bună perioadă de timp, până în 1021, când moare Al-Hakim. În această perioadă, Alhazen scrie celebrul său tratat de optică.
Mai târziu, Alhazen călătorește în Spania, unde întreprinde diverse cercetări științifice, cărora le-a dedicat diverse cărți.

## Contribuții

### Filozofie
În lucrarea sa, Risala fi’l-makan ("Tratat asupra locului"), Alhazen critică concepția lui Aristotel în problematica spațiului, a locului (topos). Fizica lui Aristotel considera locul ca fiind o limitare bidimensională a obiectului conținut. Dimpotrivă, Al-Hazen demonstrează că locul ("al-makan") este imaginea tridimensională a spațiului vid dintre suprafețele interioare ale corpului, arătând astfel că locul este strâns legat de spațiu, anticipând concepția lui René Descartes din lucrarea sa Extensio scrisă cu 6 secole mai târziu.
Ulterior, în Qawl fi al-Makan ("Discurs asupra locului"), Al-Hazen realizează o geometrizare a spațiului, demers criticat de Abd al-Latif (susținător al lui Aristotel) în lucrarea acestuia, Fi al-Radd ‘ala Ibn al-Haytham fi al-makan ("Respingere a spațiului lui Al-Hazen").

### Teologie
Al-Hazen a fost unul dintre marii susținători ai Islamului sunit, creat de școala lui Al-Ash'ari, în opoziție cu cel șiit.
Și Al-Hazen a scris despre teologia islamică, în care discută despre profeții și elaborează un sistem filozofic prin care să discearnă profețiile false de cele adevărate.
Al-Hazen abordează religia islamică cu scepticismul specific omului de știință. Dacă omul este din naștere imperfect (numai Allah fiind perfect), atunci, pentru revelarea adevărului și dezvăluirea misterelor naturii, nu trebuie să ne bazăm pe părerile noastre, ca simpli muritori, trebuie să lăsăm Universul să vorbească despre el însuși.

### Matematică
Al-Hazen este continuatorul operei lui Euclid și Thabit ibn Qurra. Sistematizează capitolele secțiuni conice și Teoria numerelor, se ocupă și de geometria analitică și de conexiunile dintre algebră și geometrie.
Lucrările sale matematice au influențat geometria lui René Descartes și calculul infinitezimal al lui Isaac Newton.

### Geometrie
Al-Hazen dezvoltă geometria analitică, stabilind astfel legătura dintre geometrie și algebră. De asemenea, a descoperit formula sumei primelor 100 de numere naturale (pe care, mai târziu, și Carl Friedrich Gauss a obținut-o, chiar tânăr fiind), dar printr-o metodă geometrică
Al-Hazen face una din primele încercări de a demonstra axioma paralelelor a lui Euclid utilizând metoda reducerii la absurd., introducând astfel conceptele de mișcare și transformare geometrică. Ca recunoaștere, unii autori denumesc patrulaterul Lambert ca fiind patrulaterul Lambert–Al-Hazen.
Contribuțiile lui Al-Hazen în domeniul geometriei au avut o remarcabilă influență asupra geometrilor islamici de mai târziu, ca Omar Khayyám și Nasir al-Din al-Tusi și apoi asupra lui Witelo, Gersonides, Alfonso, John Wallis și Giovanni Girolamo Saccheri.

### Teoria numerelor
Al-Hazen se ocupă de numerele perfecte, fiind primul care deduce că orice număr perfect par este de forma:
{\displaystyle 2^{n-1}(2^{n}-1)\,}   unde   {\displaystyle 2^{n}-1\,}   este număr prim.

 E drept că demonstrația sa nu este prea riguroasă; a reușit-o Euler, câteva secole mai târziu.

### Critica adusă teoriei lui Ptolemeu
În lucrarea sa, Al-Shukūk ‛alā Batlamyūs ("Îndoieli în privința lui Ptolemeu"), scrisă între 1025 și 1028, Alhazen critică mai multe scrieri ale lui Ptolemeu, printe care Almagesta, Ipotezele planetare și Optica, precizând erorile și contradicțiile găsite aici.
Alhazen subliniază faptul că Ptolemeu utilizează artificii matematice și teorii nedemonstrate doar pentru a salva aparențele anumitor fenomene. Să nu uităm că marele savant islamic era adeptul empirismului, al teoriei științifice bazate pe experiment și observație.

### Optică
Cea mai celebră lucrare a lui Alhazen este celebrul său tratat de optică în 7 volume, Kitab al-Manazir ("Carte de optică"), scris în perioada 1011 - 1021 și care poate fi considerată, precum cartea lui Isaac Newton, Philosophiae Naturalis Principia Mathematica, ca fiind una din cărțile cu cel mai puternic impact asupra evoluției fizicii, deoarece introduce metoda științifică și inițiază o adevărată revoluție în domeniile opticii și al percepției vizuale.
Tratatul a fost tradus în latină în jurul anului 1200, iar în 1572 a fost tipărită de Friedrich Risner cu titlul Opticae thesaurus: Alhazeni Arabis libri septem, nuncprimum editi; Eiusdem liber De Crepusculis et nubium ascensionibus și s-a bucurat de o mare reputație în perioada Evului Mediu.
Studiile lui Alhazen au influențat dezvoltarea ulterioară a opticii prin câteva aplicații practice, cum ar fi: telescopul, microscopul și aparatul fotografic.
Marele erudit islamic se ocupă și de subiecte ca: lentila, oglinda, reflexia, refracția luminii, descompunerea acesteia în culori, vederea binoculară, viteza finită a luminii, propagarea rectilinie a acesteia.
De aceea, pentru editarea acestui Tratat de optică, Alhazen este considerat părintele opticii.

## Posteritate
Alhazen poate fi considerat unul dintre cei mai mari fizicieni ai tuturor timpurilor, cel puțin al epocii medievale. Opera sa a dăinuit, nefiind egalată peste 6 secole până în vremurile lui Johannes Kepler.

## Apreciere și recunoștință
Ca semn de recunoștință și apreciere a valorii sale, numele lui Alhazen este purtat de:
- un crater de pe Lună;
- asteroidul "59239";
- Centrul de cercetare în domeniul energiei atomice din Teheran.

De asemenea pe bancnota irakiană de 10.000 de dinari emisă în 2003 se află imaginea sa.